# Mikulino (rejon wilejski)
Mikulino (biał. Мікуліна; ros. Микулино) – wieś na Białorusi, w obwodzie mińskim, w rejonie wilejskim, w sielsowiecie Dołhinów.

## Historia
W czasach zaborów w powiecie wilejskim, w guberni wileńskiej Imperium Rosyjskiego.
W latach 1921–1945 wieś leżała w Polsce, w województwie wileńskim, w powiecie wilejskim, w gminie Dołhinów.
Według Powszechnego Spisu Ludności z 1921 roku zamieszkiwały tu 258 osoby, 251 było wyznania rzymskokatolickiego a 7 prawosławnego. Jednocześnie 251 mieszkańców zadeklarowało polską, 7 białoruską przynależność narodową. Były tu 43 budynki mieszkalne. W 1931 w 49 domach zamieszkiwały 254 osoby.
Wierni należeli do parafii rzymskokatolickiej w Dołhinowie i prawosławnej w Milczy. Miejscowość podlegała pod Sąd Grodzki w Dołhinowie i Okręgowy w Wilnie; właściwy urząd pocztowy mieścił się w Dołhinowie.
W wyniku napaści ZSRR na Polskę we wrześniu 1939 miejscowość znalazła się pod okupacją sowiecką. 2 listopada została włączona do Białoruskiej SRR. Od czerwca 1941 roku pod okupacją niemiecką. W 1944 miejscowość została ponownie zajęta przez wojska sowieckie i włączona do Białoruskiej SRR.
Do 1973 roku w sielsowiecie Wołkołatka.
Od 1991 w składzie niepodległej Białorusi.